# Tommy Robson
Tommy Robson (Gateshead, 31 de julho de 1944 — 8 de outubro de 2020) foi um ex-jogador de futebol inglês. Jogou pelo Northampton Town, Newcastle United, Chelsea Football Club e Peterborough United. Pelo The Posh (como é conhecido o Peterborough), jogou mais de 500 vezes. Era lateral-esquerdo.
Em setembro de 2019, robson revelou que havia sido diagnosticado com doença do neurônio motor. Ele morreu em 8 de outubro de 2020, aos 76 anos.